# Nou Mestalla
O Nou Mestalla é um estádio de futebol em construção, que fica localizado em Valência, Espanha, e será a casa do Valencia. O estádio terá uma capacidade de 70 000 lugares e substituirá o atual estádio Mestalla, do Valencia.
Ele estava previsto para ser concluído no início do verão de 2009, em tempo para a temporada 2009/10, mas devido a problemas financeiros, esta data nunca foi cumprida.

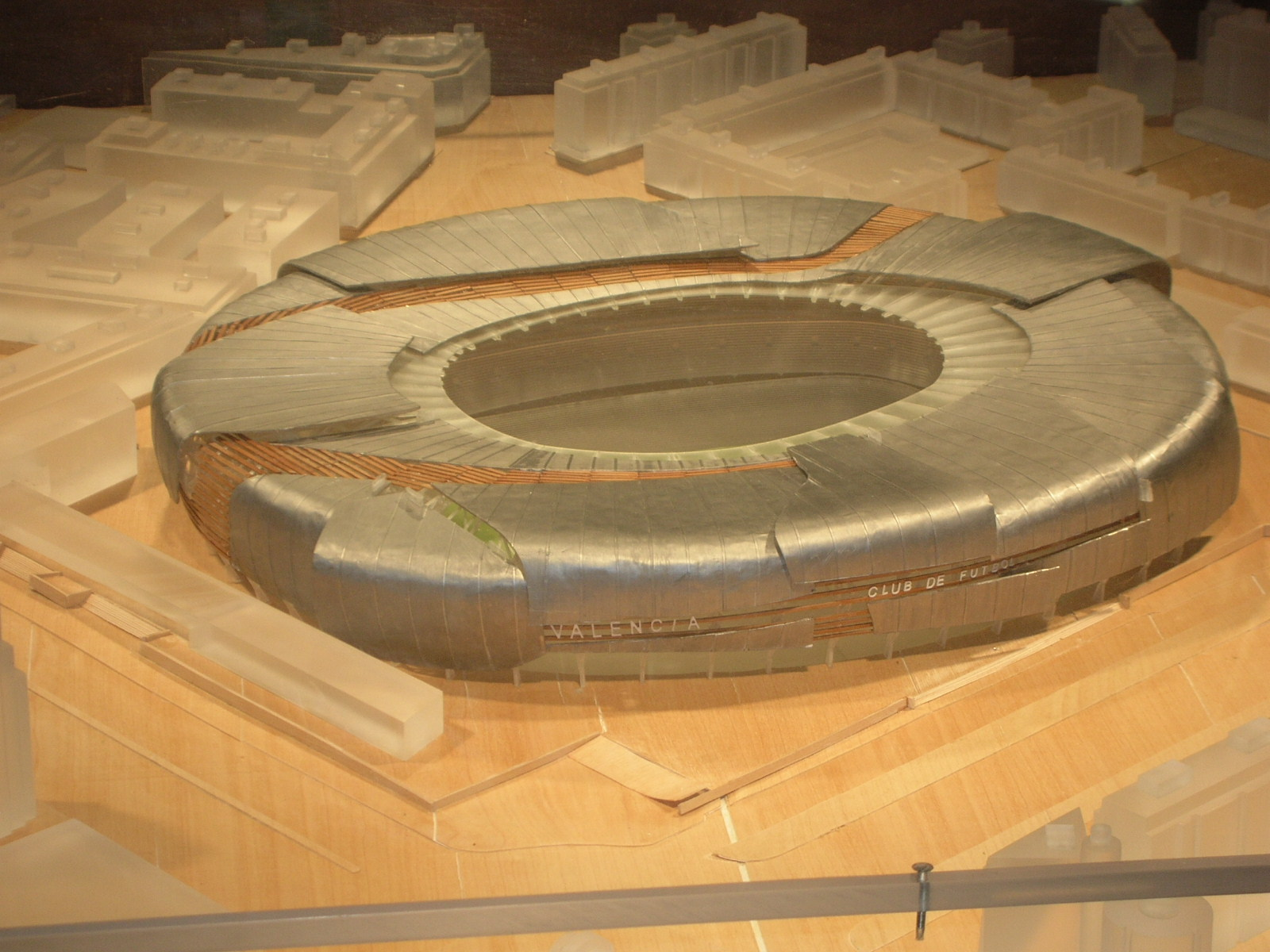
Maqueta do projeto original do Nuevo Mestalla.

Em 12 de dezembro de 2011, o clube anunciou que tinha negociado um acordo com Bankia para concluir o estádio e transferir a antiga propriedade Mestalla para o banco, e que o esperado para concluir o estádio em cerca de dois anos, mas este negócio mais tarde entrou em colapso. Em 2014, bilionários investidores asseguraram a construção do Nou Mestalla.

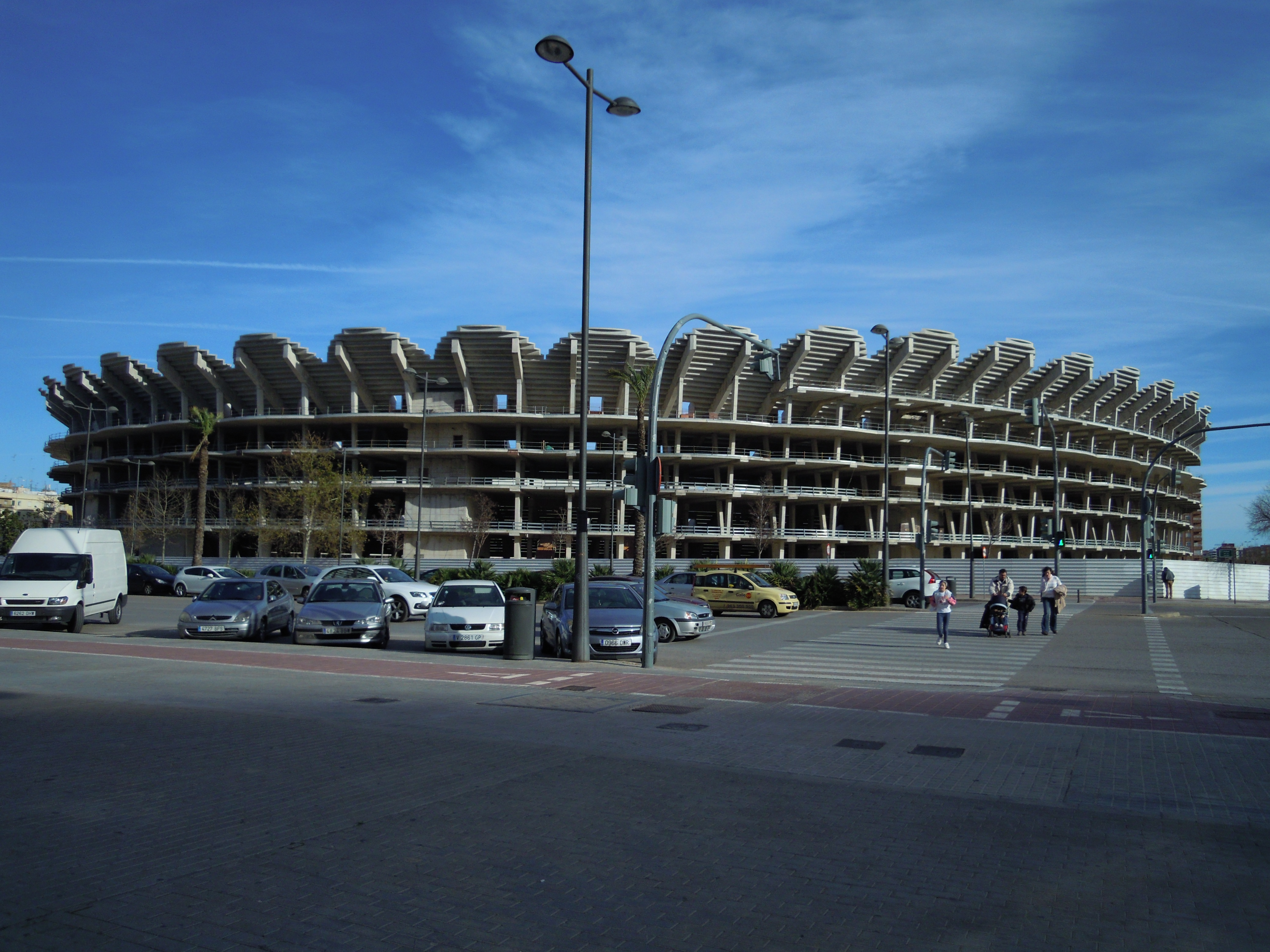
Esqueleto do Estádio desde 2013, após paragens da obras.

Em 2025, as obras recomeçam novamente, embora com um projeto bem diferente e barato com perspetiva de sua conclusão em 2027, antes do Mundial 2030.